# Cardano al Campo
Cardano al Campo är en ort och kommun i provinsen Varese i regionen Lombardiet i Italien. Kommunen hade 14 956 invånare (2018).